# 砂漠は生きている
『砂漠は生きている』（さばくはいきている、原題: The Living Desert）は、ウォルト・ディズニーによって1953年に製作されたドキュメンタリー映画。アメリカ合衆国南西部の砂漠に生きる動物たちの日常を記録した作品。脚本は、ジェームス・アルガー、ウィンストン・ヒブラー、ジャック・モフィット、テッド・シアーズ。ジェームス・アルガーが監督し、ウィンストン・ヒブラーがナレーターを務めた。
アカデミー賞長編ドキュメンタリー映画賞を獲得。2000年にアメリカ議会図書館はこの映画が「文化的に重要である」と認定し、アメリカ国立フィルム登録簿に登録された。

## 声の出演
- ナレーション：ウィンストン・ヒブラー

日本では、ヒブラーのナレーションを吹き替えた日本語吹替版が、以下の4種類制作されている。
- 今福祝（劇場公開版）
- 黒沢良（TBS放送版[2]）
- 内田稔（ポニー・バンダイのソフト版）
- 石田太郎（BVHEのソフト版）

## 評価
子供の頃から昆虫や小動物の生活を書いた本が大好きだったという三島由紀夫は、「アメリカ映画ノオト」の中でこの映画を好評している。

## 日本での公開
学校での興行
- 日本では、当時の文部省により、なかば強制的にすべての義務教育校で鑑賞が義務づけられた。そのためディズニーおよび、配給した大映は通常の映画館での興行では得られない莫大な利益を手にすることとなった。あまりにも露骨なやり方だったため他省庁から非難され、以後2社はこのような形の観客動員を行わなかった。

テレビ放送
- 1980年1月3日に、TBS系列の19:30 - 20:55（JST）で放送された。